# Sailor's Luck
Sailor's Luck is een Amerikaanse filmkomedie uit 1933 onder regie van Raoul Walsh. De film werd destijds in Nederland uitgebracht onder de titel Met de Jantjes op stap.

## Verhaal
Op verlof in San Pedro maakt de Amerikaanse marinier Jimmy Harrigan kennis met Sally Brent. Wanneer zijn schip vertrekt naar San Francisco, belooft ze dat ze op hem zal wachten. Jimmy wordt jaloers, als hij hoort dat ze zich heeft ingeschreven voor een dansmarathon. Samen met enkele makkers uit de marine gaat hij  naar de danszaal om haar terug te winnen.

## Rolverdeling
| Acteur             | Personage               |
| ------------------ | ----------------------- |
| James Dunn         | Jimmy Fenimore Harrigan |
| Sally Eilers       | Sally Brent             |
| Victor Jory        | Baron Portola           |
| Sammy Cohen        | Benny Cohen             |
| Frank Moran        | Bilge Moran             |
| Esther Muir        | Minnie Broadhurst       |
| Will Stanton       | J. Felix Hemingway      |
| Armand Wright      | Angelo                  |
| Jerry Mandy        | Rico                    |
| Lucien Littlefield | Elmer Brown             |
| Buster Phelps      | Elmer Brown jr.         |
| Frank Atkinson     | Bediende in het badhuis |